# Білогривка
Білогривка (рос. Белогривка) — село у Великоуківському районі Омської області Російської Федерації.
Муніципальне утворення — Білогривське сільське поселення. Населення становить 272 особи.

## Історія
Згідно із законом від 30 липня 2004 року входить до складу муніципального утворення Білогривське сільське поселення.

## Населення
| 2010 | 2011 | 2012 | 2013 | 2014 | 2015 | 2016 |
| ---- | ---- | ---- | ---- | ---- | ---- | ---- |
| 449  | ↘447 | ↘424 | ↘387 | ↘365 | ↘351 | ↘335 |
| 2017 |      |      |      |      |      |      |
| ↘319 |      |      |      |      |      |      |